# Siemens Club RM–710
Siemens Club RM–710 típusjelű rádió-magnó. Gyártó: Siemens Electrogeräte GmbH, NSZK.
A készülék hosszú, közép-, és ultrarövidhullámú sáv vételére alkalmas rádiórésszel rendelkezik és mono hangfelvételre és -lejátszásra alkalmas magnórészt tartalmaz, amely kisteljesítményű mono végerősítővel van egybeépítve. A készülék teljesen Sanyo gyártmányú, amit Európában Siemens márkavédjegy alatt forgalmaztak (azonosító típus: Sanyo M 2555). A magnórész műanyagből öntött mechanikai elemekből épül fel, vezérlése nyomógombos üzemmódkapcsolókkal történik. Hiányoznak a különleges szolgáltatások, mint pl. pillanat-állj és műsor-gyorskeresés üzemmód, valamint szalaghossz-számláló. A felvételi kivezérlés beállítása  optimális szinte automata áramkör segítségével történik, felvétel és lejátszás üzemmódból mechanikus érzékelővel működő automata kapcsolja ki. A beépített mono végerősítő csupán hangerő-szabályozóval rendelkezik, a hangszín állítása nem lehetséges. A hullámváltó kapcsoló a készülék hátoldalán található.

## Műszaki adatok és minőségi jellemzők

### Mechanikai adatok
- Üzemeltetési helyzet: vízszintes és függőleges
- Szalagtárolási rendszer: Compact Cassette
- Rögzítőhető sávrendszer: félsáv mono
- Lejátszható sávrendszerek: 
  - félsáv mono
  - 2 x negyedsáv, sztereó
- Felvételi és lejátszási szalagsebesség: 4,76 cm/s ± 2%
- Szalagsebesség-ingadozás: ± 0,35%
- Gyorstekercselési idő C 60 kazettánál: 80 s
- Beépített motor: 1 db egyenáramú
- Szalaghosszmérés: nincs
- Külső méretek: 85 x 205 x 315 mm
- Tömege: 2 kg (telepek nélkül)

### Hangfrekvenciás átviteli jellemzők
- Használható szalagfajta: csak vas-oxidos
- Frekvenciaátvitel szalagról mérve: 150...8000 Hz ± 3 dB
- Jel-zaj viszony szalagról mérve, 1 kHz/0 dB jelnél: >= 50 dB
- Törlési csillapítás 1 kHz/0 dB jelnél: >= 50 dB
- Szalagról mért harmonikus torzítás, feszültségkimeneten
  - 333 Hz/0 dB jelnél: =< 6,5%
  - 1000 Hz/0 dB jelnél: =< 5%
- A végerősítő frekvenciaátviteli sávja: 50...10 000 Hz -2 dB
- A végerősítő harmonikus torzítása:
  - 333 Hz/0 dB jelnél: <= 8%
  - 1000 Hz/0 dB jelnél: <= 10%

### Üzemi adatok
- Felvételi és lejátszási korrekció: 3180 + 120 µs
- Előmágnesezés: egyenáramú
- Törlés: egyenáramú
- Tápegyenfeszültség: 7,5 V
- A tápegyenfeszültség üzemi tűrése: +1 V / -1,5 V
- Telepkészlet: 5 db 1,5 V-os R 20-as góliátelem
- Hálózati tápfeszültség: 220 V, 50 Hz
- Teljesítményfelvétel hálózatból: 7 VA
- Megengedett hálózati feszültségingadozás: ±10 V

### Általános adatok
- Hangszínszabályozás lejátszáskor: nincs
- Hangfrekvenciás bemenetek:
  - mikrofon: 0,06...6 mV/4,7 kOhm
  - lemezjátszó: nincs
  - rádió: nincs
- Hangfrekvenciás kimenetek:
  - jelfeszültség: 500 mV/4,7 kOhm
  - fejhallgató: 1,42 V/15 ohm
  - hangszóró: 2,6 V/4 ohm
- Hangfrekvenciás kimeneti teljesítmény:
  - telepes üzemben: 
    - 0,5 W/4 ohm (szinuszos)
    - 0,8 W/4 ohm (zenei)

  - hálózati üzemben:
    - 0,8 W/4 ohm (szinuszos)
    - 1 W/4 ohm (zenei)
- Beépített hangszóró: 1,5 W/4 ohm
- Kivezérlésmérő: nincs beépítve

### Rádiófrekvenciás adatok
- Vételi sávok: 
  - középhullámon: 512...1640 kHz
  - hosszúhullámon: 148...355 kHz
  - OIRT normás URH: 64,5...74,1 MHz
- Vételi érzékenység:
  - AM-sávokon: 800 µV/m
  - FM-sávon: 10 µV/m

(26 dB jel-zaj viszonyra vonatkoztatva)
- Vételi szelektivitás:
  - AM-sávokon: >= 26 dB
  - FM-sávon: >= 22 dB
- Frekvenciaátvitel rádióműsor-vételnél:
  - AM sávon: 100...3200 Hz -6 dB
  - FM sávon: 50...10 000 Hz -6 dB
- Demodulációs torzítás:
  - AM sávokon: => 2,5%
  - FM sávon: => 2,2%

### Szolgáltatások
- Automata szalagvégkapcsoló: van
- AFC áramkör URH vételnél: nincs
- Automata felvételi kivezérlés: van
- Kézi kivezérlésszabályozási lehetőség: nincs
- Beépített elektretmikrofon: van
- Felvételi együtthallgatás: van
- Külső tápforrás-csatlakozó: van (csak hálózati)
- Pillanat-állj távvezérlés: nincs
- Műsor-gyorskereső üzemmód: van

### Beépített erősítőelemek
- Tranzisztorok:
  - 1 db 2 SC 929
  - 3 db 2 SC 930
  - 1 db 2 SC 536
  - 1 db 2 SD 734
- Integrált áramkörök: 
  - 1 db LA 1201
  - 1 db LA 4101

### Mechanikus beállítási adatok
- A gumigörgő nyomóereje felvétel/lejátszás üzemmódban: 350 cN ± 25 cN
- A felcsévélő tengelycsonk forgatónyomatéka felvétel/lejátszás üzemmódban: 75...110 cN
- A csévélő tengelycsonkok forgatónyomatéka gyorstekercselésnél: 
  - jobb oldali: 85 cN ± 20 cN
  - bal oldali: 85 cN ± 20 cN
- Az automata szalagvégkapcsoló mechanikus érzékelőjének nyomatéka: 50 cN
- A hajtómotor fordulatszám-szabályozása: ± 4% (a motorházba épített fordulatszám-szabályozóval)

### Áramfelvételi adatok
- Üresjáratban: 30 mA
- Gyorstekercselésnél: 220 mA
- Lejátszás üzemben: 570 mA
- Felvételi üzemben: 400 mA ± 25 mA
- Felvétel a beépített rádióból közepes monitorhangerőnél: 450 mA
- Rádióműsor-hallgatás legnagyobb hangerőnél: 350 mA

### Elektromos beállítások
- Előmágnesező áram: 1 mA
- Előmágnesező feszültség: 110 mV
- Az előmágnesezés állíthatósága: nem lehetséges
- Törlés: egyenáramú
- Törlőfeszültség: 4,5 V ± 1 V
- Beépített fejek:
  - 1 db félsávos törlőfej,
  - 1 db félsávos kombináltfej

(mindkét fej lágy permalloyból készült fejmagot tartalmaz)

### Rádiófrekvenciás beállítások
- AM középfrekvencia: 460 kHz
- FM középfrekvencia: 10,7 MHz
- Az AM oszcillátorok hangolása: a rádiófrekvenciás adatoknál megadott vételi sávok szélső frekvenciapontjain
- Az AM modulátorok hangolása:
  - 170/310 kHz (HH)
  - 600/1400 kHz (KH)
- Az FM oszcillátor hangolása: 64 MHz/74,5 MHz
- Az FM modulátor hangolása: 65 MHz/73 MHz